# Campeonato Sudamericano de Clubes de Voleibol Femenino 2024
Campeonato Sudamericano de Clubes de Voleibol Femenino 2024 var den 16:e upplagan av tävlingen, som utser de sydamerikanska klubbmästarna i volleyboll på damsidan. Den spelades 14 till 18 februari 2024 i Bauru, Brasilien. I turneringen deltog sex lag från CSV:s medlemsförbund. Minas Tênis Clube vann turneringen för femte gången genom att besegra Praia Clube i finalen.. Júlia Kudiess utsågs till mest värdefulla spelare.

## Arenor
|                                                              |  |  |
|                                                              |  |  |
| Ginásio Paulo Skaf Stad: Bauru Kapacitet: 5 000 Öppnad: 2021 |  |  |

## Regelverk

### Format
Tävlingen genomfördes i två rundor. I den första delades lagen in i två grupper om tre lag. Alla lag mötte alla andra lag i sin grupp. De två bästa lagen i varje grupp går vidare till den andra rundan, medan lagen på tredje plats i varje grupp mötte varandra för spel om femteplatsen. Slutspelet skedde genom semifinaler, match om tredjepris och final.

### Metod för att bestämma tabellplacering
Om slutresultatet blev 3-0 eller 3-1 tilldelades 3 poäng till det vinnande laget och 0 till det förlorande laget, om slutresultatet blev 3-2 tilldelades 2 poäng till det vinnande laget och 1 till det förlorande laget.
Lagens position i respektive grupp bestämdes utifrån (i tur och ordning):
- Poäng;
- Antal vunna matcher
- Kvot vunna/förlorade set
- Kvot vunna/förlorade bollpoäng.

## Deltagande lag
| Lag               | Turnering                                                  |
| ----------------- | ---------------------------------------------------------- |
| CD San Martín     | mästare Liga Superior Femenina del Voleibol Boliviano 2023 |
| AV Bauru          | Värdlag                                                    |
| Minas Tênis Clube | 2:a i Superliga Série A 2022-23                            |
| Praia Clube       | mästare Superliga Série A 2022-23                          |
| Regatas Lima      | mästare Liga Nacional Superior de Voleibol (damer) 2022-23 |
| Atlético Barbato  | mästare SuperLiga de Voleibol 2023                         |

## Turneringen

### Gruppspel
| Grupp A          | Grupp B           |
| ---------------- | ----------------- |
| Praia Clube      | CD San Martín     |
| Regatas Lima     | AV Bauru          |
| Atlético Barbato | Minas Tênis Clube |

#### Grupp A

##### Resultat
| 14 februari 2024 Ginásio Paulo Skaf, Bauru Speltid: ? - Åskådare: ? | Praia Clube  | 3 - 0 | Atlético Barbato | 25-12, 25-9, 25-7   |
| 15 februari 2024 Ginásio Paulo Skaf, Bauru Speltid: ? - Åskådare: ? | Regatas Lima | 3 - 0 | Atlético Barbato | 25-18, 25-20, 25-20 |
| 16 februari 2024 Ginásio Paulo Skaf, Bauru Speltid: ? - Åskådare: ? | Praia Clube  | 3 - 0 | Regatas Lima     | 25-15, 25-18, 25-14 |

##### Sluttabell
| Pos. | Lag              | Pt | G | V | P | VS | FS | Kvot  | VP  | FP  | Kvot  |
| ---- | ---------------- | -- | - | - | - | -- | -- | ----- | --- | --- | ----- |
| 1.   | Praia Clube      | 6  | 2 | 2 | 0 | 6  | 0  | MAX   | 150 | 75  | 2,000 |
| 2.   | Regatas Lima     | 3  | 2 | 1 | 1 | 3  | 3  | 1,000 | 122 | 133 | 0,917 |
| 3.   | Atlético Barbato | 0  | 2 | 0 | 2 | 0  | 6  | 0,000 | 86  | 150 | 0,573 |

      Kvalificerade för semifinal
      Vidare till match om femteplatsen

#### Grupp B

##### Resultat
| 14 februari 2024 Ginásio Paulo Skaf, Bauru Speltid: ? - Åskådare: ? | AV Bauru          | 3 - 0 | CD San Martín     | 25-7, 25-5, 25-12          |
| 15 februari 2024 Ginásio Paulo Skaf, Bauru Speltid: ? - Åskådare: ? | AV Bauru          | 1 - 3 | Minas Tênis Clube | 19-25, 25-18, 24-26, 17-25 |
| 16 februari 2024 Ginásio Paulo Skaf, Bauru Speltid: ? - Åskådare: ? | Minas Tênis Clube | 3 - 0 | CD San Martín     | 25-10, 25-13, 25-20        |

##### Sluttabell
| Pos. | Lag               | Pt | G | V | P | VS | FS | Kvot  | VP  | FP  | Kvot  |
| ---- | ----------------- | -- | - | - | - | -- | -- | ----- | --- | --- | ----- |
| 1.   | Minas Tênis Clube | 6  | 2 | 2 | 0 | 6  | 1  | 6,000 | 169 | 128 | 1,320 |
| 2.   | AV Bauru          | 3  | 2 | 1 | 1 | 4  | 3  | 1,333 | 160 | 118 | 1,355 |
| 3.   | CD San Martín     | 0  | 2 | 0 | 2 | 0  | 6  | 0,000 | 67  | 150 | 0,446 |

      Kvalificerade för semifinal
      Vidare till match om femteplatsen

### Slutspelsrundann

#### Final 1 och Brons
|  | Semifinaler | Semifinaler       | Semifinaler |             |    | Final               | Final               | Final               |  |
|  |             |                   |             |             |    |                     |                     |                     |  |
|  | 1B          | Minas Tênis Clube | 3           |             |    |                     |                     |                     |  |
|  | 1B          | Minas Tênis Clube | 3           |             |    |                     |                     |                     |  |
|  | 2A          | Regatas Lima      | 0           |             |    |                     |                     |                     |  |
|  | 2A          | Regatas Lima      | 0           |             | 1B | Minas Tênis Clube   | 3                   |                     |  |
|  |             |                   |             |             | 1B | Minas Tênis Clube   | 3                   |                     |  |
|  |             |                   | 1A          | Praia Clube | 2  |                     |                     |                     |  |
|  | 1A          | Praia Clube       | 1A          | Praia Clube | 2  | 3                   |                     |                     |  |
|  | 1A          | Praia Clube       |             |             |    | 3                   |                     |                     |  |
|  | 2B          | AV Bauru          | 0           |             |    | Match om tredjepris | Match om tredjepris | Match om tredjepris |  |
|  | 2B          | AV Bauru          | 0           |             |    |                     |                     |                     |  |
|  |             |                   |             |             |    |                     |                     |                     |  |
|  |             |                   |             |             |    | 2B                  | AV Bauru            | 3                   |  |
|  |             |                   |             |             |    | 2B                  | AV Bauru            | 3                   |  |
|  |             |                   |             |             |    | 2A                  | Regatas Lima        | 1                   |  |

##### Semifinaler
| 17 februari 2024 Ginásio Paulo Skaf, Bauru Speltid: ? - Åskådare: ? | Minas Tênis Clube | 3 - 0 | Regatas Lima | 25-15, 25-21, 25-21 |
| 17 februari 2024 Ginásio Paulo Skaf, Bauru Speltid: ? - Åskådare: ? | Praia Clube       | 3 - 0 | AV Bauru     | 25-20, 25-19, 25-19 |

##### Match om tredjepris
| 18 februari 2024 Ginásio Paulo Skaf, Bauru Speltid: ? - Åskådare: ? | AV Bauru | 3 - 1 | Regatas Lima | 25-21, 25-15, 21-25, 25-21 |

##### Final
| 18 februari 2024 Ginásio Paulo Skaf, Bauru Speltid: ? - Åskådare: ? | Minas Tênis Clube | 3 - 2 | Praia Clube | 24-26, 16-25, 25-19, 25-22, 15-11 |

#### Match om femteplats
| 17 februari 2024 Ginásio Paulo Skaf, Bauru Speltid: ? - Åskådare: ? | Atlético Barbato | 3 - 2 | CD San Martín | 25-23, 23-25, 25-21, 20-25, 15-9 |

## Slutplaceringar
| Pos | Lag               | Turnering            |
| --- | ----------------- | -------------------- |
|     | Minas Tênis Clube | VM för klubblag 2024 |
|     | Praia Clube       | VM för klubblag 2024 |
|     | AV Bauru          |                      |
| 4   | Regatas Lima      |                      |
| 5   | Atlético Barbato  |                      |
| 6   | CD San Martín     |                      |

## Individuella utmärkelser
| Utmärkelse              | Namn              | Lag               |
| ----------------------- | ----------------- | ----------------- |
| Mest värdefulla spelare | Júlia Kudiess     | Minas Tênis Clube |
| Bästa passare           | Danielle Lins     | AV Bauru          |
| Bästa högerspiker       | Monique Pavão     | Minas Tênis Clube |
| Bästa vänsterspiker     | Sofja Kusnetsova  | Praia Clube       |
| Bästa vänsterspiker     | Priscila Daroit   | Minas Tênis Clube |
| Bästa center            | Thaísa de Menezes | Minas Tênis Clube |
| Bästa center            | Mayany de Souza   | AV Bauru          |
| Bästa libero            | Natália Araújo    | Praia Clube       |